# Ngải Cơ Tu
Ngải Cơ Tu (danh pháp khoa học: Curcuma cotuana) là một loài thực vật có hoa trong họ Gừng, được Lưu Hồng Trường, Jana Leong-Škorničková và Trần Hữu Đăng mô tả khoa học lần đầu tiên năm 2017. Mẫu định danh thu thập ngày 25 tháng 8 năm 2012 ở tọa độ 15°49′58″B 107°17′43″Đ / 15,83278°B 107,29528°Đ, cao độ 1.100 m, xã A Xan, huyện Tây Giang, tỉnh Quảng Nam, Việt Nam.

## Từ nguyên
Tính từ cotuana lấy theo tên gọi người Cơ Tu ở tỉnh Quảng Nam, Việt Nam; nơi thu thập mẫu.

## Phân bố
Loài này có tại xã A Xan, huyện Tây Giang, tỉnh Quảng Nam, Việt Nam. Môi trường sống là rừng, ở cao độ 700-1.200 m, nơi nó được tìm thấy như một loại cây trồng mọc trước nhà và trong khu rừng thiêng quanh một ngôi đền. Loại cây này được truyền từ người này sang người khác. Khu vực hoặc điểm sinh sống địa phương của quần thể hoang dã loài này chưa được biết đến, nhưng được cho là ở gần đó.

## Sử dụng
Thân rễ chính là món ăn cho phụ nữ sau sinh, bằng cách hầm nó với thịt gà, giúp tăng cường sức lực để làm việc ngay sau đó. Nó cũng làm giảm đau bụng do kinh nguyệt ở phụ nữ. Củ tươi được trộn với mật ong để trị ho ở trẻ em. Lá non trộn với muối ăn để chữa đau răng, viêm lợi. Lá tươi cũng được dùng để gói cá tươi nhằm bảo quản để cá không bị ôi thiu. Người dân địa phương cũng tin rằng loài cây này có các tính năng kỳ diệu giúp con người không bị lạc trong rừng.